# Нагарцзе
28°58′14″ пн. ш. 90°23′52″ сх. д. / 28.97059° пн. ш. 90.39764° сх. д.
Нагарцзе (кит. 浪卡子县, пін. Làngkăzi Xiàn, трансліт. Nagarzê) — один із повітів КНР у складі префектури Шаньнань, Тибетський автономний район. Адміністративний центр — містечко Нагарцзе.

## Географія
Нагарцзе розташовується між долиною Цангпо і кордоном Бутану, перепад висот у діапазоні від 4442 (озеро Ямжжо-Юмцо на півночі повіту) до 7206 метрів над рівнем моря.

### Клімат
Повіт лежить у зоні так званої «гірської тундри», котра характеризується кліматом арктичних пустель. Найтепліший місяць — липень із середньою температурою 10,4 °C. Найхолодніший місяць — січень, із середньою температурою -4,3 °С.
| Клімат повіту Нагарцзе                             | Клімат повіту Нагарцзе | Клімат повіту Нагарцзе | Клімат повіту Нагарцзе | Клімат повіту Нагарцзе | Клімат повіту Нагарцзе | Клімат повіту Нагарцзе | Клімат повіту Нагарцзе | Клімат повіту Нагарцзе | Клімат повіту Нагарцзе | Клімат повіту Нагарцзе | Клімат повіту Нагарцзе | Клімат повіту Нагарцзе | Клімат повіту Нагарцзе |
| Показник                                           | Січ.                   | Лют.                   | Бер.                   | Квіт.                  | Трав.                  | Черв.                  | Лип.                   | Серп.                  | Вер.                   | Жовт.                  | Лист.                  | Груд.                  | Рік                    |
| Середній максимум, °C                              | 2,7                    | 4                      | 6,6                    | 9,7                    | 13,3                   | 16,6                   | 16,1                   | 15,4                   | 14,1                   | 11,4                   | 7,3                    | 4,6                    | 10,2                   |
| Середня температура, °C                            | −4,3                   | −2,8                   | −0,1                   | 2,7                    | 6,4                    | 10,1                   | 10,4                   | 9,8                    | 8                      | 4                      | −0,2                   | −2,7                   | 3,4                    |
| Середній мінімум, °C                               | −11,2                  | −9,8                   | −6,4                   | −3,3                   | 0,2                    | 4,3                    | 6,1                    | 5,6                    | 2,9                    | −2,5                   | −6,9                   | −9,5                   | −2,5                   |
| Норма опадів, мм                                   | 0.4                    | 0.9                    | 2.7                    | 9                      | 22.3                   | 49.9                   | 122                    | 119.3                  | 50.8                   | 7.7                    | 1.3                    | 0.6                    | 386.9                  |
| Вологість повітря, %                               | 23                     | 25                     | 31                     | 40                     | 48                     | 57                     | 68                     | 71                     | 67                     | 47                     | 30                     | 23                     | 44                     |
| -------------------------------------------------- | ---------------------- | ---------------------- | ---------------------- | ---------------------- | ---------------------- | ---------------------- | ---------------------- | ---------------------- | ---------------------- | ---------------------- | ---------------------- | ---------------------- | ---------------------- |
| Джерело: Дані метеостанції №55681 (КНР, 1991-2020) |                        |                        |                        |                        |                        |                        |                        |                        |                        |                        |                        |                        |                        |